# Garde-Colombe
Garde-Colombe ist eine französische Gemeinde mit 523 Einwohnern (Stand 1. Januar 2022) im Département Hautes-Alpes in der Region Provence-Alpes-Côte d’Azur. Sie gehört zum Arrondissement Gap und zum Kanton Serres.
Sie entstand als Commune nouvelle mit Wirkung vom 1. Januar 2016 durch ein Dekret vom 2. Oktober 2015, wonach die bisherigen Gemeinden Eyguians, Lagrand und Saint-Genis zusammengelegt wurden. Die erstgenannte Ortschaft ist der Hauptort (Chef-lieu). Edmond Francou wurde für die Amtsperiode 2016–2020 zum Bürgermeister (Maire) gewählt. 

## Gliederung
| Ortsteil                     | ehemaliger INSEE-Code | Fläche (km²) | Einwohnerzahl (2019) |
| ---------------------------- | --------------------- | ------------ | -------------------- |
| Eyguians (Verwaltungssitz)00 | 05053                 | 09,37        | 235                  |
| Lagrand                      | 05069                 | 06,92        | 232                  |
| Saint-Genis                  | 05143                 | 18,32        | 053                  |

## Geografie
Nachbargemeinden sind Le Bersac, Savournon, Ventavon, Lazer, Laragne-Montéglin, Saléon, Nossage-et-Bénévent, Orpierre,  Trescléoux und Montrond.

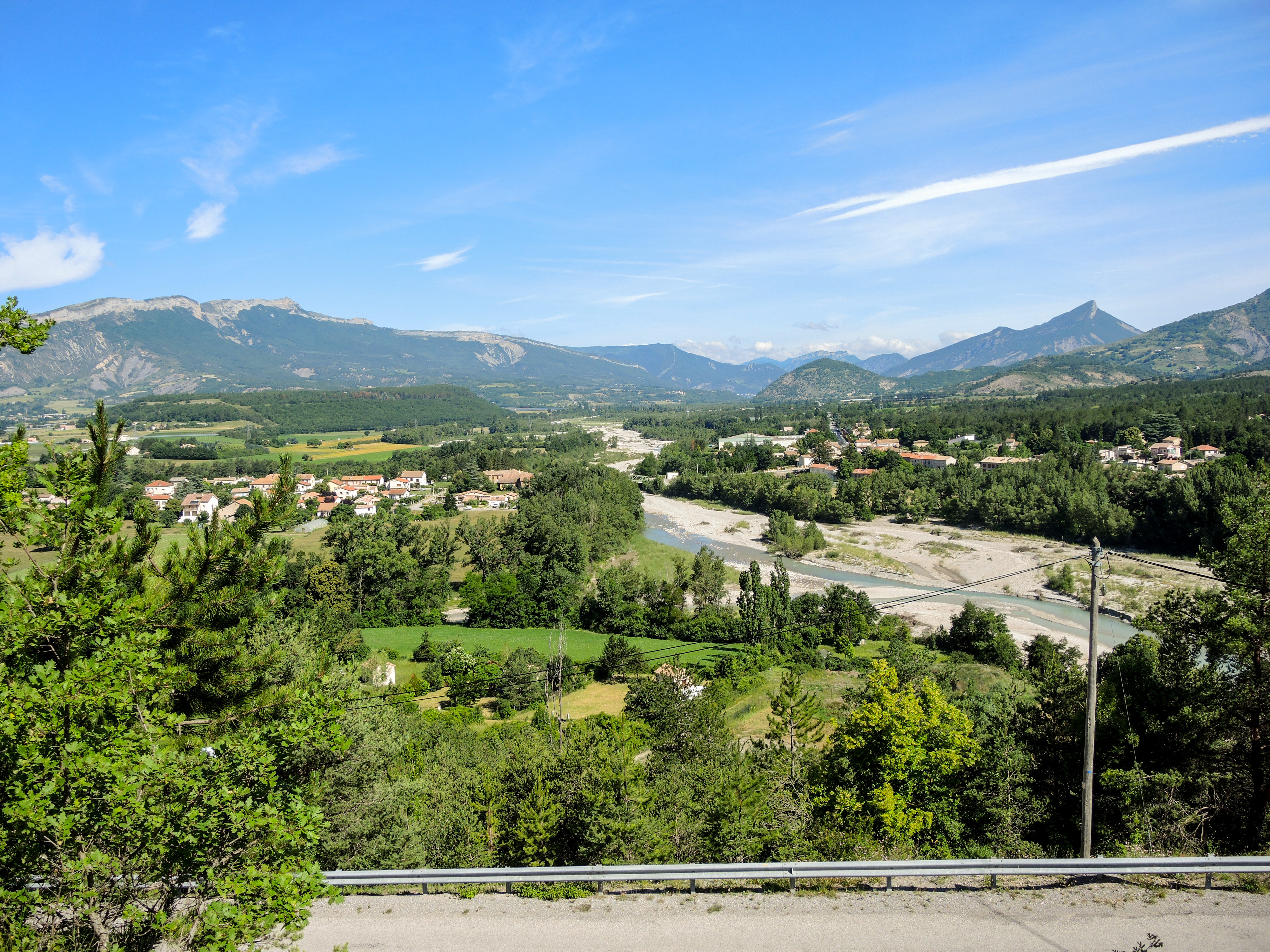
Blick auf die Ortsteile Eyguians und Pont-Lagrand